# Consejo Episcopal Latinoamericano

Logo del CELAM.

El Consejo Episcopal Latinoamericano y Caribeño (Celam) agrupa a los obispos de la Iglesia católica de Latinoamérica y las Antillas. La Sede del Celam está ubicada en la ciudad de Bogotá, Colombia.
Su origen está en la I Conferencia General del Episcopado Latinoamericano en Río de Janeiro realizada a partir del 25 de julio de 1955, tras la cual se hace el pedido al papa Pío XII para la constitución del Celam, siendo aceptada dicha sugerencia. Si bien desde Concilio Plenario de América Latina celebrado en Roma en 1899 se sugiere y se realizan reuniones periódicamente de las diócesis de cada nación, no existía una convocatoria en pleno de los obispos de Latinoamérica.
Cada ciertos años se realiza una asamblea ordinaria a la cual asisten los presidentes de las conferencias episcopales nacionales, la cual define las tareas pastorales y la elección de autoridades.
Su actual presidente es el arzobispo de Porto Alegre (Brasil), cardenal Jaime Spengler, obispo de la Orden de Frailes Menores (OFM).

## Conferencias Generales
Desde su creación, la Conferencia ha realizado las siguientes Conferencias Generales de Obispos. 

### I Conferencia General del Episcopado Latinoamericano
Río de Janeiro, Brasil en 1955: Fue convocada por el papa Pío XII. Su origen está en la Conferencia General del Episcopado Latinoamericano en Roma entre el 29 de mayo y el 9 de julio de 1899. Si bien desde el Concilio Plenario de América Latina celebrado en Roma en 1899 se sugieren nuevas reuniones y se realizan algunas reuniones periódicamente en las diócesis de cada nación, no existía una convocatoria en pleno de los obispos latinoamericanos. Uno de los temas principales fue la falta de sacerdotes y la falta de instrucción religiosa. A la iglesia también le importaba el proceso de industrialización que estaba viviendo Latinoamérica.

### II Conferencia General del Episcopado Latinoamericano
Medellín, Colombia en 1968 convocado por el papa Pablo VI: Las conclusiones se enfocan a la presencia de la Iglesia para transformar a América Latina y la luz del Concilio Vaticano II. La solicitud pastoral recae sobre tres áreas:
- la primera, la promoción del hombre y de los pueblos hacia los valores de justicia, paz, educación y familia
- la segunda, se enfocó a una necesidad de evangelización y maduración de la fe a través de la catequesis y liturgia
- en tercer lugar, se tomó en cuenta los problemas que giran en torno a toda la comunidad para que sea más fuerte la unidad y la acción pastoral.

### III Conferencia General del Episcopado Latinoamericano
Puebla, México en 1979 por Juan Pablo II:
El propósito de esta visión histórica es situar nuestra evangelización en continuidad con la realizada durante los cinco siglos pasados cuyos pilares aun perduran tras haber dado origen a un radical sustrato católico en América Latina. Sustrato que se ha vigorizado aún más después del Concilio Vaticano II y de la II Conferencia General del Episcopado celebrada en Caracas con la conciencia clara que la Iglesia tiene su misión central.
También, en esta conferencia, los obispos latinoamericanos acordaron que la Iglesia Católica en Latinoamérica haría la evangelización con estos tres principios:
1. Opción Preferencial por los Pobres - La Iglesia mira en los pobres y necesitados el rostro doliente del Señor y es por esa razón que le nace como madre cobijar en su seno a estos sus hijos. Dios por medio de su Iglesia los defiende y los ama entrañablemente, y son los destinatarios primordiales de toda la misión, y su evangelización es redimir su situación a los ojos de la fe.
2. Opción Preferencial por los Jóvenes - La juventud hoy en América Latina está atrasada por los vicios y por una situación familiar donde no existe la palabra familia. Frente a esta realidad que es deprimente, la Iglesia presenta a los jóvenes a un Cristo vivo, como el único Salvador del hombre que tiene la fuerza de liberarlo de sus cadenas. Ya el joven experimentando esta liberalidad de Cristo, saldrá a evangelizar como respuesta al amor que Dios le ha tenido en Jesucristo.
3. Acción de la Iglesia con los constructores de la sociedad pluralista en América Latina - La Iglesia colabora con el anuncio de la Buena Nueva a través de una radical conversión a la justicia y el amor, transformar desde dentro las estructuras de la sociedad pluralista que respeten y promuevan la dignidad de la persona humana y le abran la posibilidad de alcanzar su vocación suprema de comunión con Dios y de los hombres entre sí.

### IV Conferencia General del Episcopado Latinoamericano
Santo Domingo, República Dominicana en 1992 por el papa Juan Pablo II.
Con motivo del 5° centenario del encuentro de dos mundos e inicio de la cristianización, para desarrollar las anteriores reuniones en Medellín y Puebla, identificar la realidad del continente y mirar la promoción humana y la cultura cristiana.
En Santo Domingo, se acentúa la llamada conversión haciendo una lectura de la realidad, tanto eclesial como social. Mantiene, respecto a Puebla y Medellín, el esfuerzo de evangelizar la cultura y salir al encuentro de la pobreza, pero además profundiza el compromiso por la justicia y los derechos humanos; mejora la pastoral juvenil y familiar; acentúa el rol de los laicos; cobran fuerza temas como la defensa de la vida, la cultura urbana, los movimientos y asociaciones eclesiales, el papel de la mujer, las expresiones culturales de los amerindios y afroamericanos, la misión ad gentes.

### V Conferencia General del Episcopado Latinoamericano y del Caribe
Aparecida (São Paulo), Brasil en 2007: Se resumieron los tres principios de la Iglesia latinoamericana, es decir «ver, juzgar y actuar».
La V Conferencia General del Episcopado Latinoamericano y del Caribe, o Conferencia de Aparecida, fue inaugurada por el papa Benedicto XVI, en Aparecida, el día 13 de mayo y finalizó el 31 de mayo de 2007. El tema de la V Conferencia fue: "Discípulos y Misioneros de Jesucristo, para que nuestros pueblos tengan en Él vida", inspirado en un pasaje del Evangelio de Juan que narra "Yo soy el Camino, la Verdad y la Vida" (Jn 14,6).
La Conferencia fue convocada por el papa Juan Pablo II y concretada por Benedicto XVI. Fue organizada por el Consejo Episcopal Latinoamericano, con la orientación de la Pontificia Comisión para América Latina, donde el cardenal Jorge Mario Bergoglio (luego el papa Francisco) desempeñó un rol importante. El reglamento de la V Conferencia fue aprobado el 8 de abril de 2006.

### Asamblea Eclesial de América Latina y el Caribe
La Asamblea Eclesial de América Latina y el Caribe fue un evento inédito en la historia de la Iglesia católica del continente, realizado en 2021. Surgió a partir de la propuesta del papa Francisco a la Presidencia del Celam para abrir un espacio donde todos los bautizados pudieran participar, en vez de celebrar una VI Conferencia General del Episcopado toda vez que muchos postulados de la Conferencia General del Episcopado de Aparecida (2007) aún estaban pendientes.
De este modo, en enero de 2021 iniciaron un proceso amplio de escucha a través de las Conferencias Episcopales y diversas entidades eclesiales en el que participaron más de 60 mil personas. Constó de tres momentos: consulta, síntesis y asambleario.
El momento asambleario se realizó en México del 21 al 28 de noviembre de 2021. Participaron 1.000 personas de distintas vocaciones: clero, laicado y vida consagrada, incluyendo movimientos católicos de las llamadas periferias. Un año después el Celam presentó al Papa un documento que recogió las reflexiones y propuestas pastorales de este importante proceso asambleario, denominado “Hacia una Iglesia sinodal en salida a las periferias”.
La Asamblea Eclesial sirvió de base para procesos como la renovación y restructuración del Celam y del Sínodo 2021-2024.

## Integrantes del Celam
El CELAM está integrado por:
- Conferencia Episcopal de las Antillas
- Conferencia Episcopal Argentina
- Conferencia Episcopal de Bolivia
- Conferencia Nacional de Obispos de Brasil
- Conferencia Episcopal de Chile
- Conferencia Episcopal de Colombia
- Conferencia Episcopal de Costa Rica
- Conferencia de Obispos Católicos de Cuba
- Conferencia Episcopal Ecuatoriana
- Conferencia Episcopal de El Salvador
- Conferencia Episcopal de Guatemala
- Conferencia del Episcopado Dominicano
- Conferencia Episcopal de Haití
- Conferencia Episcopal de Honduras
- Conferencia del Episcopado Mexicano
- Conferencia Episcopal de Nicaragua
- Conferencia Episcopal de Panamá
- Conferencia Episcopal Paraguaya
- Conferencia Episcopal Peruana
- Conferencia Episcopal Puertorriqueña
- Conferencia Episcopal del Uruguay
- Conferencia Episcopal Venezolana

## Proceso de renovación y reestructuración
Durante la 37.ª Asamblea General Ordinaria realizada en Tegucigalpa (Honduras), en mayo de 2019, se presentó el Documento del proceso de renovación y reestructuración del Consejo Episcopal Latinoamericano y Caribeño (Celam). Posteriormente avalado en la 38.ª Asamblea General Ordinaria realizada del 18 al 21 de mayo de 2021 en Trujillo (Perú), celebrada bajo una modalidad mixta: presencial y virtual, donde se aprobó la estructura pastoral.
En la Asamblea Extraordinaria realizada del 19 al 22 de julio en la Ciudad de México (México) también en modalidad mixta se aprobó la estructura administrativa y financiera, así como los nuevos Estatutos que fueron puestos a consideración de la Santa Sede para su aprobación.
Se trata de un trabajo fruto de un camino recorrido en comunión, colegialidad, eclesialidad, sinodalidad y con los oídos del corazón abiertos a escuchar lo que el Espíritu Santo está diciendo a las Iglesias (cf. Ap 2,11).